# Kladás
Kladás, en grec moderne : Κλαδάς, est un village du dème de Sparte, district régional de Laconie, en Grèce.
Selon le recensement de 2011, la population du village s'élève à 477 habitants.